# فيكتور لوبيز إيبانيز
فيكتور لوبيز إيبانيز (بالإسبانية: Víctor López Ibáñez)‏ هو لاعب كرة قدم إسباني، ولد في 12 مايو 1997 في لوغرونيو في إسبانيا. لعب مع ديبورتيفو ألافيس.

## وصلات خارجية
- فيكتور لوبيز إيبانيز على موقع قاعدة بيانات كرة القدم.إي يو (الإنجليزية)
- فيكتور لوبيز إيبانيز على موقع Soccerway.com (الإنجليزية)